# Podarcis atrata
La sargantana dels Columbrets (Podarcis atrata) és una espècie de sauròpsid (rèptil) escatós de la família Lacertidae endèmica de les Illes Columbretes (Castelló, País Valencià).

## Descripció
El rang de mides més comú entre els mascles varia entre 4,2 i 5,9 centímetres de la punta del morro a la cloaca, encara que alguns individus poden assolir els 6,5 cm. Les femelles, més petites i gràcils, fan de 4,1 a 5,7 cm. La cua pot arribar a assolir fins a 10 centímetres, pràcticament el doble que la resta del cos. Igual que en altres rèptils emparentats, part d'aquesta es desprèn i mou frenèticament quan és atrapada per un depredador, permetent escapar a la sargantana. A part de la grandària i la corpulència, els mascles es diferencien de les femelles pel seu cap massiu, triangular i d'escates més marcades, així com per més longitud de les potes, sobretot les posteriors.
El color i dibuix de la pell varia enormement d'una zona a una altra i fins i tot entre individus d'una mateixa població. En general és marró-verdós, de vegades vermellós a la zona de l'esquena, coll i cap. En aquests llocs poden aparèixer clapejades o retícules, que és una cosa característica dels mascles. Predomina la presència de bandes laterals, especialment en les femelles, entre les quals en destaquen dues gruixudes i fosques, que poden anar perfilades per altres de groguenques més primes. El pit, aplanat, és de color groguenc i presenta menys escates ventrals en mascles (25-30) que en femelles (28-36). La cua també té un rang de colors enormement variable (marró, verdós, vermellós, groguenc o fins i tot blavós, característica pròpia dels exemplars joves), i poden ser uniformes, amb dos colors diferents o fins i tot amb taques fosques alineades a tot el llarg de la cua.

## Hàbitat
La sargantana dels Columbrets s'hi troba amb més gran freqüència en terrenys rocosos o pedregosos, on disposa de forma simultània de plataformes on prendre el sol i refugis on amagar-se en cas de perill.
Els exemplars d'aquesta espècie no hivernen realment, sinó que es mantenen actius la major part de l'any. Només l'existència d'episodis realment freds durant l'hivern poden forçar-los a no abandonar els seus refugis durant un temps.
Depreda sobretot insectes i aràcnids de menys de 25 mm de longitud, tant en terra com també sobre els arbres.

## Reproducció
L'època de zel es produeix entre març i juny, època en què resulten més visibles. Els mascles es tornen més actius i es barallen entre si, intentant mantenir allunyats els seus competidors de les femelles. Després d'assegurar-se del seu triomf, el vencedor protagonitza unes còpules que poden arribar a durar una hora, encara que generalment són més breus.
Al llarg d'aquests mesos, les femelles realitzen diverses postes que oscil·len entre 1 i 5 ous, que s'incuben amb la calor de l'ambient entre 40 i 80 dies. Les cries neixen amb el cos marró i la cua verda-blavosa, d'aspecte molt similar. La maduresa sexual no arriba fins al segon any de vida, quan voregen els 4,5 centímetres.

## Distribució
Les poblacions d'aquesta espècie es troben aïllades en quatre illots de reduïda superfície (Foradadeta: 0,5 ha, Mancolibre, 1 ha, Foradada, 1,6 ha, Illa Gran, 12 ha). A l'illa Gran s'assenta la màxima densitat de l'espècie 1.000 individus/ha; a la resta és més reduïda. L'espècie i el seu hàbitat estan protegits des de la creació del Parc Natural de les Illes Columbrets el 1998.

## Taxonomia en revisió
Recentment s'ha elevat a espècie diferent de P. hispanica, tot i que encara està pendent d'acceptació.

## Amenaces
Tractant-se del lacèrtid amb una més petita àrea de distribució d'Europa, la seva més gran amenaça és la destrucció del seu hàbitat, amb risc d'hibridació, i possible depredació per gats i rates introduïdes en els illots.